# Luka Peruzović
Luka Peruzović (Split, 26 februari 1952) is een Kroatisch voormalig profvoetballer en voetbaltrainer.

## Carrière
Peruzović begon te voetballen in zijn geboortestad bij Hajduk Split. Tussen 1972 en 1976 en tussen 1978 en 1980 was Tomislav Ivić zijn trainer bij Hajduk Split. Ivić werd in 1980 trainer van RSC Anderlecht en kon Peruzović overtuigen ook naar Anderlecht te komen. Peruzović was een stevige verdediger en won in 1983 de UEFA Cup met RSC Anderlecht.
Peruzović ging na zijn carrière als speler aan de slag als trainer. Na periodes bij Hajduk Split en Sporting Charleroi werd hij in juli 1992 trainer van Anderlecht als opvolger van Aad de Mos. Op 14 januari 1993 werd hij daar ontslagen, ondanks een riante koppositie in de competitie. Het clubbestuur gaf als reden een gebrek aan communicatie mee. Echter waren vele commentatoren van mening dat de Kroaat baan moest ruimen wegens zijn tactiek met vijf verdedigers, die toenmalig voorzitter Constant Vanden Stock niet kon smaken. Hij werd opgevolgd door Jan Boskamp.
In 1993/94 nam Peruzović tijdens het seizoen het roer over bij Racing Genk, maar verdween vrij mysterieus al na minder dan drie maanden. Tijdens het seizoen 1994/95 was hij werkzaam bij het naar de tweede afdeling teruggezette Olympique Marseille. Tot zijn spelersgroep behoorde toen, net als eerder bij Anderlecht, Michel De Wolf.
In 1995/96 vatte Peruzović een tweede ambtstermijn aan bij Sporting Charleroi. Tot op het einde van het seizoen streden de Carolo's voor Europees voetbal, maar dat werd niet gehaald. Ook in 1996/97 was Peruzović trainer bij Sporting Charleroi.
In 1997/98 trainde Peruzović twee teams: eerst Gençlerbirliği, dan Standard Luik (februari-mei 1998). In 1999 werd Peruzović voor een derde keer trainer van Sporting Charleroi. Halverwege de competitie werd hij in zijn functie vervangen door Raymond Mommens.
In 2003 vertrok Peruzović naar Al-Sadd, om vervolgens in 2005 bondscoach te worden van Bahrein. In 2006 werd hij echter na een 3–1 nederlaag tegen Australië ontslagen. In het seizoen 2009/10 was hij trainer van Club Sportif Sfaxien.
Eind maart 2011 keerde hij terug bij Sporting Charleroi als technisch directeur. Toen de gelijktijdig aangestelde trainer Zoltan Kovacs na elf dagen en een wedstrijd ontslagen werd, volgde hij hem op en werd voor de vierde keer trainer van Charleroi. In de zomer van 2012 nam Yannick Ferrera het roer over als trainer van Sporting Charleroi met Peruzovic als assistent aan zijn zijde. Diezelfde Ferrera verliet op 14 februari 2013 echter de club, waardoor Peruzović opnieuw hoofdtrainer van Sporting Charleroi werd. Op 18 maart 2013 werd Peruzović aan de kant geschoven en vervangen door het trainerstrio Mario Notaro, Michel Iannacone en Philippe Simonin. De Kroaat werd opnieuw technisch adviseur voor de club.

## Erelijst
Als speler
 Hajduk Split
- Prva Liga: 1970/71, 1973/74, 1974/75, 1978/79
- Kup maršala Tita: 1971/72, 1973, 1974, 1975/76, 1976/77, 1986/87

 RSC Anderlecht
- Eerste klasse: 1980/81, 1984/85, 1985/86
- Belgische Supercup: 1985
- UEFA Cup: 1982/83
- Trofee Jules Pappaert: 1983, 1985

Als trainer
 RSC Anderlecht
- Eerste klasse: 1992/93

 Olympique Marseille
- Division 2: 1994/95

 Al-Sadd
- Qatar Stars League: 2003/04
- Qatar Cup: 2003

 CS Sfaxien
- Division 2: 1994/95
- UNAF Cup Winners Cup: 2009

 Charleroi
- Tweede klasse: 2011/12